# Anopheles montanus
Anopheles montanus este o specie de țânțari din genul Anopheles, descrisă de Stanton și Wacker în anul 1917. Conform Catalogue of Life specia Anopheles montanus nu are subspecii cunoscute.